# بشنیسوگ
بشنیسوگ (به مجاری:  Besenyszög) یک منطقهٔ مسکونی در مجارستان است که در ناحیه سولنوک واقع شده‌است. بشنیسوگ ۱۳۸٫۰۸ کیلومتر مربع مساحت و ۳٬۲۷۹ نفر جمعیت دارد.